# 克馬利·葉格列克山
43°34′44″N 34°11′4″E / 43.57889°N 34.18444°E

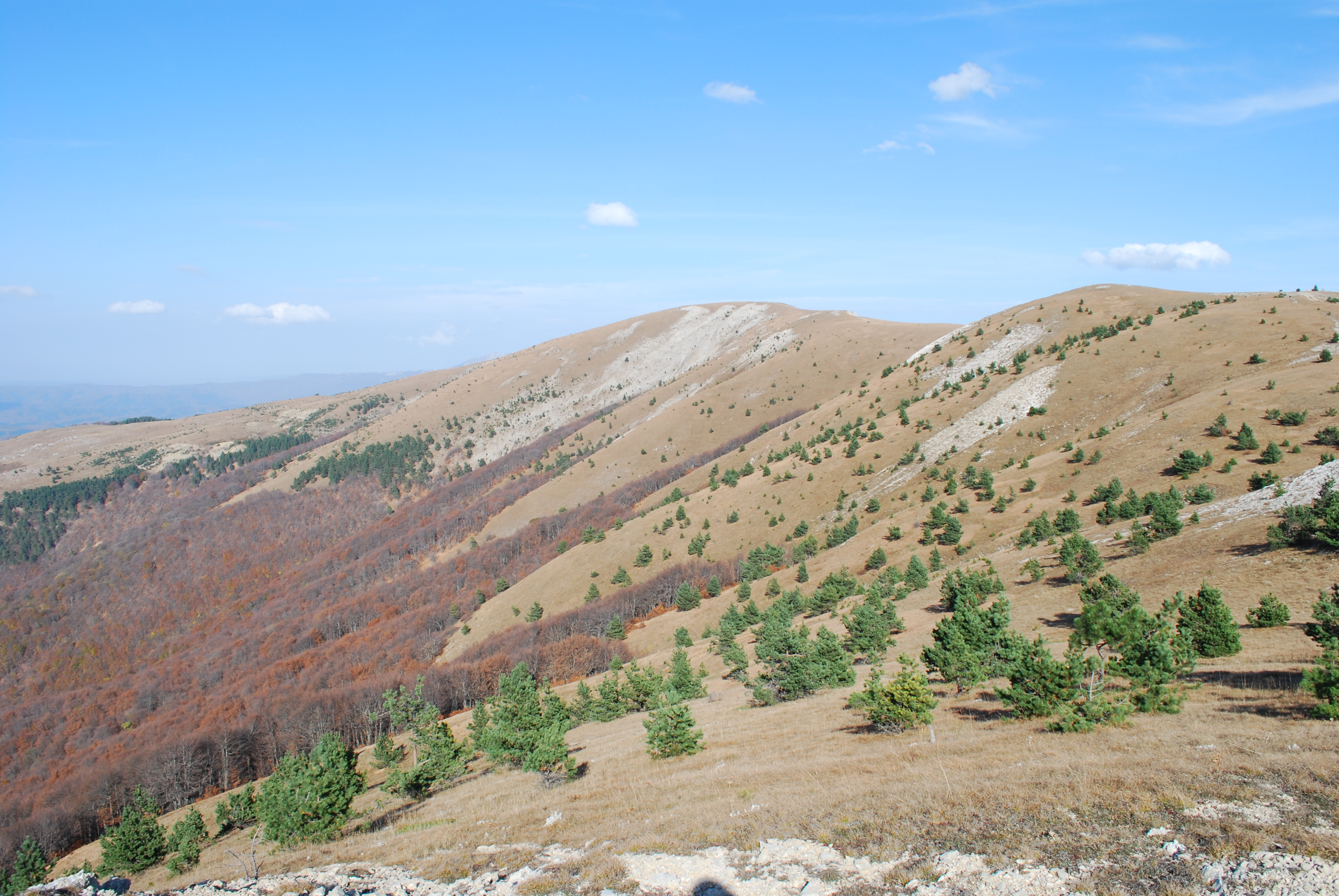

克馬利·葉格列克山是烏克蘭的山峰，位於克里米亞共和國，屬於克里米亞山脈的一部分，該山峰海拔高度1,529米，山體由石灰岩組成。